# Tony Carey
Anthony Lawrence "Tony" Carey, född 16 oktober 1953, är en amerikansk sångare och låtskrivare som behärskar flera instrument. 

## Biografi
Carey inledde sin karriär i gruppen Blessings varefter han 1975 togs upp som medlem i gruppen Rainbow som keyboardist. Han medverkade på två av gruppens tidiga album, Rising (1976) och livealbumet On Stage (1977). Under inspelningen av albumet Long Live Rock 'N Roll lämnade Carey Rainbow, och flyttade därefter till Tyskland där Carey arbetade i en studio i Frankfurt. Han började först att skapa elektronisk musik och släppte albumet Yellow Power, som efterföljdes av några studioalbum som egentligen var demoinspelningar.
Carey har sedan släppt flera soloalbum, även under pseudonymen Planet P Project. Albumen släpptes under olika skivbolag och under 1980-talet låg låtar som "I Won't be Home Tonight" (1982), "Why me?" (Planet P Project, 1983), "Fine, Fine Day" och "First Day of Summer" (1984) på de amerikanska listorna. Carey började även göra filmmusik, bl.a. med tyske Peter Maffay i soundtracket till "Der Joker", och fick framgångar med låtar som "Bedtime Story" och "Room with a View" (från den tyska mini-serien "Wilder Westen, Inclusive").
Carey har också producerat en rad artister som bl.a. Joe Cocker (låten "Now That You're Gone"), John Mayall  och Chris Norman.
Carey har fortsatt att ge ut album, från 2000-talet mest på sin egen hemsida. Carey har även turnerat regelbundet, ibland akustiskt, eller med eget rockband. Carey spelade på Sweden Rock Festival den 5 juni 2015.
I januari 2017 släpptes skivan "The Well" med sångerskan Trine Rein, där Carey både producerade och var gäst-sångare. Carey har även samarbetat med den svenske musikern Anders Norman. 

## Diskografi

### Solo
Studioalbum
- 1982 – In the Absence of the Cat (demos)
- 1982 – Yellow Power (på CD 2011)
- 1982 – No Human (demos)
- 1982 – Heaven (demos, på CD 2011)
- 1982 – Explorer (demos, på CD 2011)
- 1982 – I Won't Be Home Tonight
- 1984 – Some Tough City
- 1984 – T.C.P. (på CD 2011)
- 1985 – Blue Highway
- 1987 – Bedtime Story (soundtrack)
- 1988 – Wilder Westen Inclusive (soundtrack)
- 1989 – For You
- 1990 – Storyville
- 1992 – The Long Road
- 1994 – Cold War Kids
- 1999 – The Boystown Tapes
- 1999 – Gefangen im Jemen (soundtrack)
- 2004 – Islands and Deserts
- 2006 – The Voyager Files
- 2009 – Christmas Hymns
- 2010 – Stanislaus County Kid (cover-album)
- 2011 – Stanislaus County Kid, Volume II – Crossing the Tracks (cover-album)
- 2019 – Lucky Us

Livealbum
- 2006 – Live in Sweden 2006 – Volume #1
- 2009 – Live In Sweden 2006 – Volume #2
- 2011 – Live in Europe

Singlar
- 1981 – "Jamie"
- 1982 – "I Won't Be Home Tonight"
- 1982 – "West Coast Summer Nights"
- 1984 – "A Fine Fine Day"
- 1984 – "The First Day Of Summer"
- 1985 – "We Wanna Live"
- 1985 – "She Moves Like A Dancer"
- 1987 – "Burning Bridges"
- 1987 – "Bedtime Story"
- 1988 – "Room With A View"
- 1988 – "Midnight Wind" (B-sida på Whitney Houston's "One Moment in Time"-singel)
- 1989 – "Comes The Flood"
- 1989 – "Bedtime Story (Remix)"
- 1989 – "I Feel Good"
- 1990 – "No Man's Land" (med Eric Burdon och Anne Haigis)
- 1990 – "The Deal"
- 1991 – "Trampoline"
- 1991 – "Wenn die Liebe geht" (med Ina Morgan)
- 1992 – "Wonderland"
- 1992 – "Jail"
- 1994 – "Cold War Kids"
- 1994 – "Route 66" (med Rose T.C.)
- 1995 – "Birds in Cages"
- 1999 – "World Without You (World Without Me)"
- 2004 – "Überall du" (med Mo Casal, tysk version av "Room with a View")

Samlingsalbum
- 1989 – The Story So Far (1984–1987)
- 1993 – Rare Tracks (demos 1979–1981)
- 1993 – For You (1988–1990)
- 1997 – A Fine, Fine Day (1984–1985)
- 1997 – Storyville (1988–1990)
- 2000 – Retrospective 1982–1999
- 2006 – The Chillout Tapes (med DJ. Shah, remix-album)
- 2006 – Just Ballads
- 2008 – Roundup – The Ones That Got Away
- 2008 – A Lonely Life – The Anthology (1982–1999)
- 2008 – Only The Young Die Good (1999 och 2004)
- 2009 – The New Machine (1985–1994)
- 2010 – Rewind (2008–2010)
- 2011 – Just Ballads, Volume II
- 2012 – Just Rock (1984–2008)
- 2014 – Songs About People (1988–2004)

### Som Planet P Project
Album
- 1983 – Planet P Project
- 1984 – Pink World
- 2003 – Go Out Dancing Part 1 "1931"
- 2008 – Go Out Dancing Part 2 "Levittown"
- 2009 – Go Out Dancing Part 3 "Out in The Rain"
- 2013 – Steeltown (som "Tony Carey´s Planet P Project")
- 2014 – The G.O.D.B.O.X. (4 x CD box, samling)

Singlar
- 1983 – "Why Me?"
- 1983 – "King for a Day"
- 1984 – "What I See" / "Behind The Barrier"